# Nederlandse muziek in de Gouden Eeuw
De Nederlandse muziek in de Gouden Eeuw (die goeddeels samenvalt met de 17e eeuw) is onder te verdelen in sacrale muziek, wereldlijke muziek en overige muziek. De in Nederland als de Gouden Eeuw bekend geworden periode werd met een muzikaal hoogtepunt ingeluid door de componist Jan Pieterszoon Sweelinck. Hoewel katholiek, componeerde hij van het begin af aan calvinistische muziek. Ook maakten andere componisten van kerkmuziek en werden psalm- en liedboeken van Calvijn en Luther vertaald in het Nederlands door Petrus Datheen. Wereldlijke muziek werd steeds belangrijker in deze periode. Er waren strijdliederen en door de economische groei hechtte men ook steeds meer belang aan het denken over kunst. Minder tot deze indeling te rekenen zijn verder de ontwikkelingen in de beiaardmuziek, muziek in huiselijke kring, muziek aan het hof en de opera's.

## Voor de Gouden Eeuw

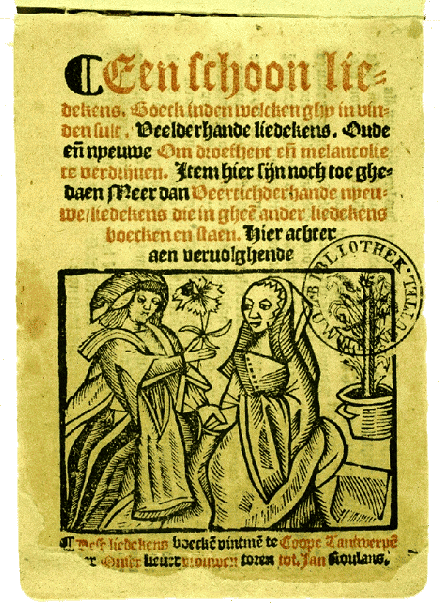
Titelpagina van het Antwerps liedboek (1544)

Veel muziek uit deze periode is niet bewaard gebleven. Een belangrijk genre was het lied. Vaak waren dit eenvoudige melodieën die mondeling overgeleverd werden. Deze werden vaak overgenomen en van een andere tekst voorzien, zoals een wereldlijke tekst naar een geestelijke, evenzo vice versa. Dit wordt contrafact genoemd. Bekende contrafacten zijn bijvoorbeeld het Wilhelmus, waarbij de melodie werd overgenomen van het lied Chartres. Dit was een lied waarbij de katholieken hun protest bezongen tegenover de protestanten: ironisch gezien is de tekst van het Wilhelmus precies omgekeerd, vanuit de protestantse zijde en antikatholiek. Deze liederen werden vaak gezongen op een bekende melodie. Maar als deze melodie niet bekend was bij de lezer, kon men deze ook voorlezen.
De contrafacten waren het principe bij de imitatio: de kunstenaar in de renaissance diende drie stappen te zetten bij het uitoefenen van zijn vak. Ten eerste de translatio, het vertalen, vervolgens de imitatio, het nabootsen en overnemen van bepaalde werken, en wilde men een erg goede kunstenaar zijn, dan zette men de laatste stap: de æmulatio, het ontwikkelen van een eigen stijl en zo de natuur emuleren.
De eerste liederen werden vooral mondeling overgeleverd. In de late middeleeuwen ontstond ook in Nederland de boekdrukkunst en konden daarom deze liederen gedrukt worden. De eerste liedboeken waren alleen maar voorzien van tekst. De bijbehorende melodie kende iedereen al, of werd – zoals hierboven ook vermeld – verteld. Het eerste liedboek dat gepubliceerd werd, waarbij de melodieën werden vermeld, was het Antwerps liedboek. In 1544 werd dit uitgegeven en bevat 221 liederen, waarvan zeker 21 muzikale contrafacten zijn. Deze liedbundel kan niet toegerekend worden tot de liederen uit de Gouden Eeuw, omdat het een samenstelling van vaak middeleeuwse teksten en melodieën is.

### 1540-1570
In de Zuidelijke Nederlanden is al wel een duidelijk muzikaal hoogtepunt, zeker in de kerkelijke muziek. Zo was de Vlaming Adriaen Willaart (1490-1562), mogelijk een leerling van de nog laatmiddeleeuwse componist Josquin des Prez, kapelmeester bij de San Marco in Venetië. De Henegouwse componist Orlando di Lasso (1532-1594) was een hoogstaand componist en was kapelmeester te Rome. Daardoor raakten ook vele Vlaamse componisten beïnvloed door de muziek uit de Italiaanse Renaissance. In de Vlaamse School van de muziek speelde polyfonie al snel een belangrijke rol: gelijkwaardigheid van de stemmen. Belangrijke kenmerken binnen de renaissancemuziek waren vooral gelijkwaardigheid binnen meerdere stemmen, wat gepraktiseerd werd door middel van imitatie van melodieën, zoals een canon (octavering), maar ook variërender door het motief terug te laten keren, waarbij het interval anders is. De Italiaanse canzones waren een van de eerste vormen hiervan; in Venetië ontwikkelde zich dit tot ricercares, instrumentale composities die complex gehouden kunnen worden door het ontbreken van een tekst. Ook keerden de motieven terug in kreeftengang, maar ook omgekeerd.
Later deze periode waren het niet alleen componisten uit de Nederlanden die naar het buitenland vertrokken om daar te musiceren, maar dit was evenzo andersom het geval. Sommigen kwamen als katholiek uit het toen geanglicaniseerde Engeland. Peter Philips (1560-1633), een componist aan het hof in Brussel, was voordat hij in Brussel verbleef eerst in Rome, waardoor hij ook sterk beïnvloed raakte door de Italiaanse muziek. Veel van zijn werken vertonen daarom ook invloeden van de Venetiaanse componisten Giovanni en Andrea Gabrieli, die leerlingen van Willaert waren. De voor orgel geschreven fantasia’s zijn eenvoudig en structureel in ABA-vorm en zijn vaak voorzien van een ricercare of een canzona. John Bull (1563-1628) was een andere organist die in Vlaanderen zijn oeuvre naliet. Hij componeerde op een andere wijze voor orgel, maakte veel meer gebruik van wisseling van klank in eenzelfde stuk, zoals het wisselen van manuaal een tot manuaal twee, zodat contrasten gemaakt konden worden. Deze fantasia’s waren veelal polyfoon, maar de thema’s werden wel constant herhaald.

## 1570-1620

### Jan Pieterszoon Sweelinck en zijn tijdgenoten

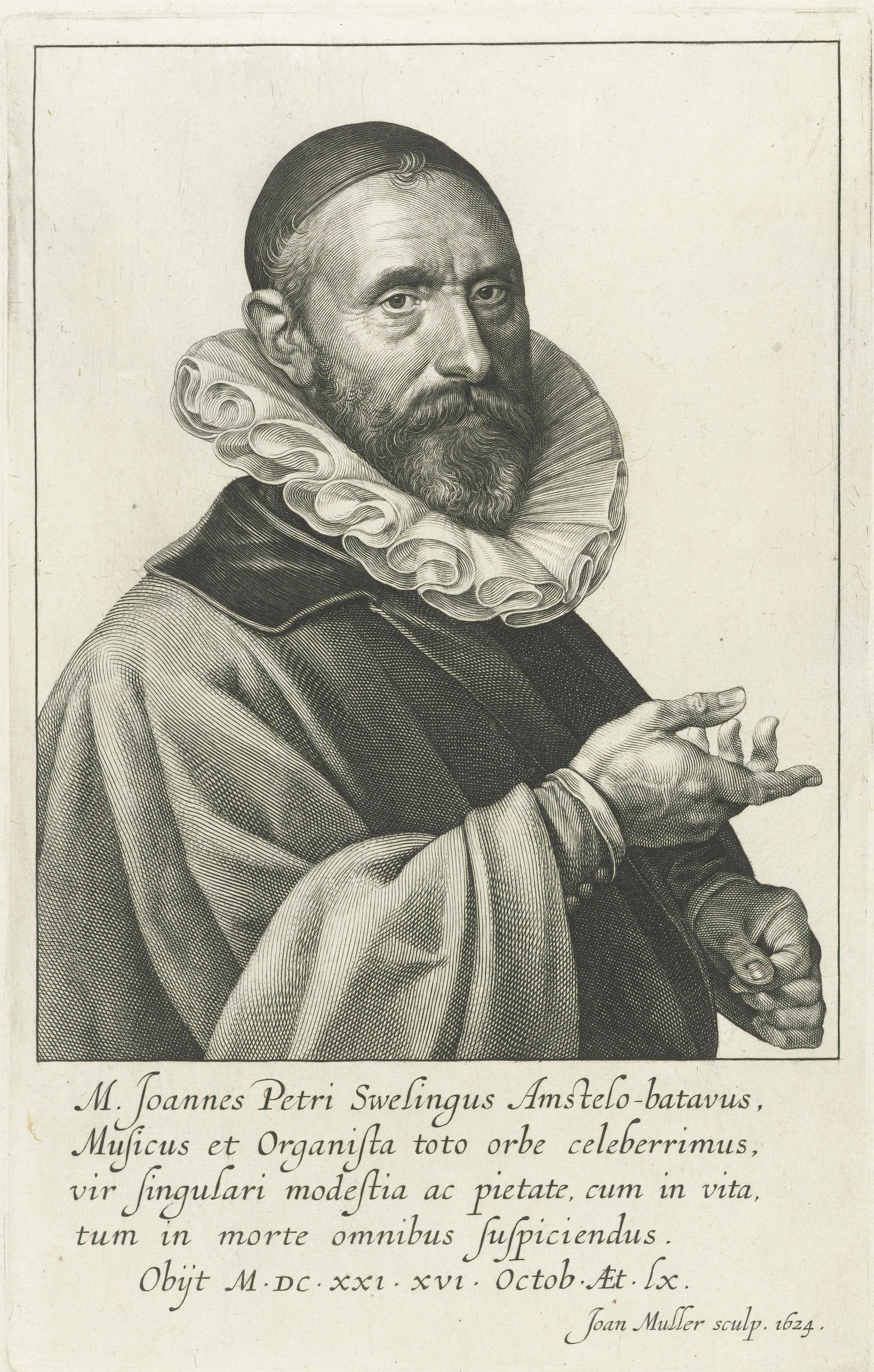
Jan Pieterszoon Sweelinck: kopergravure van J. Müller, 1624, Kunstverlag Lucien Mazenod, Genève, 1946

Aan het begin van de Gouden Eeuw bevindt zich gelijk een muzikaal hoogtepunt. Jan Pieterszoon Sweelinck is een van de eerste componisten die van meet af aan calvinistische muziek componeerde – hoewel hij katholiek was en dit waarschijnlijk tijdens de Opstand bleef. De uitvoering van de muziek in de kerk verschilde met die van de katholieke kerk. Calvijn vond namelijk dat kerkmuziek sober zijn moest, eenstemmig. Het waren composities voor de orgelbegeleiding van de gemeentezang. Na de Synode van Dordrecht, waar de contra-remonstranten de overhand hadden, mochten zelfs orgels niet meer klinken. Toen men merkte dat het volk zonder ondersteuning niet goed of zelfs vals zong, werd het orgel ter begeleiding weer toegestaan. Aparte orgelwerken waren uit den boze tijdens de dienst – enkel op andere momenten mochten die gespeeld worden.
Tijdens speciaal georganiseerde concerten kon de burgerij luisteren naar orgelmuziek. Hiervan maakte Sweelinck gebruik. Zijn composities waren een ware æmulatio. De meerderheid van zijn werken was religieus, maar ook gebaseerd op wereldlijke muziek. Dit was een veelvoorkomend contrafact in het begin van de Gouden Eeuw. Sweelincks werken waren in die zin vernieuwend, dat er in zijn fantasia’s vaak meer dan één thema ten gehore werd gebracht. Daarnaast heeft hij de bekende echofantasia geïntroduceerd in de orgelliteratuur, beïnvloed door de echofantasia’s aan het Venetiaanse hof door Gabrieli en anderen, maar ook de verscheidenheid van het klankpalet bij het orgel zoals bij Bull. Echofantasia’s waren niet meer dan thema’s die zich voortdurend herhaalden in een groot contrast.
Hierbij werd terrassendynamiek gebruikt. Dit kon gedaan worden door op een klavier erg luid te registreren; op een ander klavier klonken minder registers. Daarnaast bracht hij duidelijke verschillen aan in compositie tussen virginaal of klavecimbel en orgel. De invloed van Bull komt hier duidelijk naar voren. Als oorspronkelijk virginalist ging hij anders te werk als organist dan de toen werkzame organisten.
De orgels mochten niet meer als religieus instrument bespeeld worden, maar mochten wel ten gehore gebracht worden. Sweelinck liet met zijn werken zien wat een orgel in zich had. Doordat hij vaak parodieerde op bekende melodieën, snapten de mensen het ook. Bekende melodieën als Malle Symen en Est-ce Mars werden voor orgel bewerkt en vervolgens werd hierop gevarieerd. Ook deze variaties zijn in zijn composities voorhanden. Daarnaast componeerde hij ook psalmen, die a capella (of in begeleiding van een luit konden worden) werden gezongen. De Geneefse Psalmen die hij componeerde op de tekst van Clément Marot en Théodore de Bèze waren veelstemmig en borduurden voort op de stijl van de Renaissance: soberheid stond centraal. Deze Psalmen zijn echter op een katholieke wijze gecomponeerd: ze beginnen met unisono-zang en de daaropvolgende verzen worden meerstemmig (polyfoon) gezongen, zoals men van oudsher ook deed.
Sweelincks vrijheid binnen de composities zorgde voor een belangrijke invloed in de muziekgeschiedenis. Hij is de bron voor vele componisten geweest, die zijn werk hoog waardeerden. Zo kwamen er ook hoogstaande organisten uit Duitsland zoals Heinrich Scheidemann en Samuel Scheidt, dé Thomaskantoren in Leipzig.
Een andere belangrijke tijdgenoot van Sweelinck was de Leidse organist Cornelis Floriszoon Schuyt, die op de achtergrond is geraakt door de bekendheid en originaliteit van Sweelincks werken. Schuyt was niet de eerste die in Italië was geweest voordat hij ging componeren. Italië was een belangrijke bron voor de muziek in deze periode en dat werd erg gewaardeerd. Belangrijk te vermelden is dat de kerkmusici niet alleen aangesteld waren door kerkrentmeesters, maar ook door de stad. Over zijn taken als organist is veel bekend. Zo speelde hij elke zondagsdienst, maar moest hij ook twee jongens onderwijzen ter versiering en ondersteuning van de zang. Daarnaast moest hij het orgel op werkdagen bespelen tot de meeste eere ende recreatie ende tot voorcominge van onderlinge twist ende oneensheyt en omme dezelve [= het volk] duer middel vandien te meer uyt herbergen ende tavernen te houden.
Het was dus ook een middel om de openbare orde te handhaven. Doordat hij gedeeltelijk door de stad was aangesteld, kreeg hij eveneens de opdracht de twee beiaarden in Leiden te versterken. (Over de beiaard en de functie zie 1650-1700). Een uur lang mocht hij ook het orgel bespelen, mits dat niet op zondag was. Vanaf 1604 bespeelde hij tussen oktober en april dagelijks het orgel in de Hooglandse kerk. Tot nu toe zijn weinig composities bekend, maar die mogen niet veronachtzaamd worden in de Nederlandse muziekgeschiedenis.
Een van de vaak ongeschreven (en ongesigneerd indien ze geschreven waren) genres waar van hem wel muziekliteratuur bekend is, is de pijpersmuziek. Veel steden hadden hun eigen stadspijpers, blazers die aangesteld werden om te spelen tijdens plechtigheden. Vaak waren dit trompetten, hoorns en schalmeien, maar werden ondersteund door pauken of tamboer.

### Psalm- en liedboeken
Zowel Calvijn als Luther brachten eigen psalmboeken uit, waarbij ook veel contradicties voorhanden zijn. De mensen kenden die melodie en door er een andere tekst op te plaatsen was het erg eenvoudig aangeleerd. Dit keerde vooral terug in de Geneefse psalmberijming, die op bekende Franse melodieën de psalmen zodanig berijmden. In 1566 werd dit ook toegepast in de Nederlandse taal, namelijk Petrus Datheen. In datzelfde jaar bracht Jan Uytenhoven een dergelijke bundel uit, waarbij de berijming niet klopte. Sommige kerkgemeenten zouden deze psalmberijming echter nog steeds doorvoeren. Deze psalmboeken was in de 17e eeuw eerder gebruikelijk in huiselijke kring. De liedboeken, evenals in huiselijke kring uitgevoerd, waren veelal wereldlijk. De melodieën zijn ook vaak contrafacturen geweest. De burgerij moest toen een grote kennis hebben van de melodieën, gezien uit deze boeken vaak werd gezongen. De burgerij was steeds belangrijker en konden ook luxe financieren. Daardoor werd muziek binnen huiselijke kring als vrijetijdsbesteding ook mogelijk. De nieuwe composities waren er bijna niet, daarentegen werden veel liederen hergebruikt. De liedboeken waren een efficiënte markt. Het was voor iedereen toegankelijk en ze waren ook niet al te duur. Zingen was een belangrijk aspect in het leven van de burgerij tijdens deze eeuw. Liederen uit deze boeken zingen werd dan ook vaak gedaan en ook onderwezen, in families of op scholen. Dat houdt ook in dat veel mensen noten konden lezen. Op schilderijen ziet men vaak nog instrumenten, vaak begeleidingsinstrumenten zoals luit of gamba. De mensen moesten dus ook de akkoorden hebben gekend die bij deze zettingen hoorden. Juist deze liedboeken maakten het zingen zelf tot een cultuur, die in geen land in Europa toen te vinden was.

### Strijdliederen

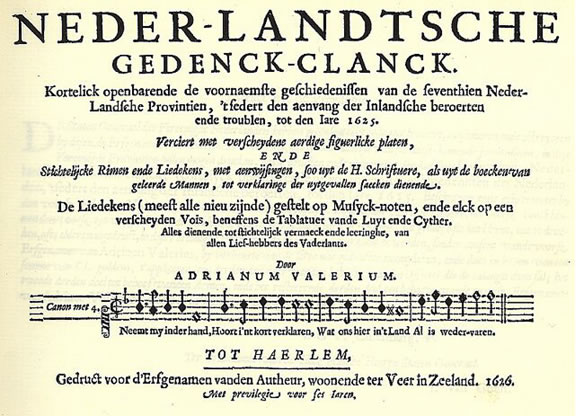
Adriaen Valerius, Neder-landtsche gedenck-clanck, uitgegeven door de erfgenamen van Valerius (Haarlem, 1626).

Waar de kerkelijke muziek even een hoogtepunt bereikte (en later ook bij de katholieken, zie 1620-1650), zo kende men een opleving in de militaire muziek die tijdens de opstand werd uitgevoerd. Sommigen daarvan klinken nog steeds bekend in de oren, zoals het Bergense volkslied Merck toch hoe sterck, maar ook Wilt heden nu treden. Het bekendste strijdlied is toch wel het Nederlandse volkslied, het Wilhelmus.
Al deze liederen zijn van de hand van Adrien Valéry (1575-1625) en staan in de liedbundel Nederlandsche Gedenck-Clanck. Zijn werk vormt een belangrijke collectie van de wereldlijke muziek die tijdens de Opstand werd gezongen en gespeeld. Alle liederen werden ook genoteerd in het notenschrift, eveneens tablatuur voor begeleiding van een snaarinstrument. Vele melodieën zijn eveneens contrafacten, zoals dat vaker gebeurde in deze periode. Uit dat de melodieën zich van veraf verspreidden naar de Republiek laat zich afleiden op welke wyse er gezongen werd. Engelse, Franse, Duitse maar ook Spaanse en Italiaanse muziek was een veelvuldige bron voor de melodieën, die hij ook wel aanpaste aan de tekst. Nu worden er zelfs religieuze liederen uit de Nederlandsche Gedenck-Clanck gezongen in de protestantse kerk. Zijn liederen waren bedoeld voor de burgers en dienden dus ook eenvoudig te zingen zijn. Vaak werden ze ook in kleine kring gezongen; daarom werd de begeleiding voor snaarinstrument genoteerd, niet voor toetsinstrument of blaasinstrumenten. Dat betekent natuurlijk niet dat dit niet gebeurde.

## 1620-1650

### Katholieke sacrale muziek in de Gouden Eeuw
In Brabant was een korte opleving van de katholieke kerkmuziek. Dit komt omdat delen van Brabant bezet werden door de Spanjaarden waarbij het katholieke geloof weer uitgeoefend kon worden. Hiervoor kwam even een korte doorbreking in de muziek van de Gouden Eeuw; de soberheid verdween.
Een van de componisten is in Breda organist geweest. In 1626 werd namelijk Herman Hollanders aangesteld geweest als organist in de Grote Kerk. Veel over zijn werken is niet bekend: er zijn twee grote bundels met katholieke kerkmuziek bewaard gebleven. Aan de ene zijde Parnassus Ecclesiasticus aan de andere zijde Jublilus filiorum Dei, geschreven voor koor en strijkers, alsmede basso continuo. In 1637 wordt Frederik Hendrik de heer van Breda, waardoor de katholieke godsdienst in Breda weer verviel. Opvallend is de verscheidenheid in de stijl van Hollanders. De polyfonie is duidelijk zichtbaar, een doorvoering van de Vlaamse renaissance. Niet altijd wordt het koor boven de instrumenten geplaatst in de rangorde. Bij een minderheid van stemmen speelt de instrumenten ook mee met de polyfone stemmenweefsels. Soms spelen de instrumenten ook mee met de zangers. Echter is deze manier van harmonisering veel complexer dan voorheen. In het O vos omnes keert dit zeer duidelijk terug. Het is een werk, wat de Zeven Smarten van Maria vertelt. Dit wordt duidelijk weergegeven, bijna compleet octaaf wordt in de bas in een chromatische lijn gezongen!
Bij Hollanders is echter ook een richting naar de vroege barok zichtbaar, die zich in de (Noordelijke) Nederlanden niet veel later manifesteerde. Ze wordt, in tegenstelling tot de stijl uit de oude renaissance, de stile antico, de stile concertrato genoemd. Niet alleen de van oudsher polyfone muziek, waarbij die van Hollanders overigens een van de laatste in zijn soort is, maar ook de compleet eigentijdse muziek die evenzo uit Italië werd meegebracht, bevindt zich in zijn oeuvre. Er is een of zijn twee zanger(s), die de melodie zingen. Bij twee zangers is er sprake van constante imitatie, maar staan wel duidelijk op de voorgrond. Het instrumentale gedeelte is slechts klein: deze staat ook ver in de achtergrond en heeft enkel een begeleidende functie. Kennelijk had hij een belangrijke band met Antwerpen; hij liet zijn muziek uitgeven in Antwerpen, droeg zijn bundels ook op aan Antwerpse geestelijken. Het zal dan ook goed mogelijk zijn dat hij zijn muziekvak geleerd heeft bij de Brits-Vlaamse componisten zoals John Bull en Peter Philips.
Uit Oirschot kwam evenzo een hoogachtend componist, die erg modern was in zijn tijd, namelijk Jan Baptist Verrijt. Hij was organist, eerst in Weert, later ook nog in Thorn en in Oirschot maar ook nog in Leuven. Daar componeerde hij ‘Pavanen’, 5-stemmige instrumentale werken. Als organist in Den Bosch, waar hij zich voor solliciteerde, kon hij alleen aangesteld worden wanneer hij zich zou bekeren naar het gereformeerde geloof. Niet veel later gebeurde dit ook. Omdat hij ook de beiaarden moest bespelen, maar dit niet kon, ging hij lessen nemen bij de hoogstaande beiaardier Jonkheer Jacob van Eijck. (zie 1650-1700). In 1642 krijgt hij de aanstelling tot organist in Rotterdam. Met een erg ruim salaris van 900 gulden per jaar liet het stadsbestuur merken dat hij veelgevraagd was.
Dat, ondanks hij gereformeerd was geworden, er toch een katholieke invloedssfeer binnen zijn leven is, getuigen zijn composities, die hij in 1649 – één jaar voor zijn dood – componeerde. Ook hij liet zijn muziek drukken bij Phalesius in Antwerpen. De invloed van Herman Hollanders keert duidelijk terug in zijn werken.
De concerterende stijl, die Hollanders als een van de eersten boven Italië doorvoert, is terug te vinden in de katholieke bundel Flammae Divinae. Dit zijn enkele motetten die zowel polyfoon (niet zo sterk aanwezig als bij Hollanders) als homofoon zijn. De Basso Continuo heeft hier ook weer een eerder terughoudende werking, in tegenstelling tot de zangpartijen. Zijn missen, die eveneens in de bundel zijn voorhanden, zijn voor drie stemmen en basso continuo.
Benedictus Buns is weliswaar in het einde van de 17e eeuw werkzaam geweest, maar is dan ook een van de laatste katholieke componisten die de Nederlanden kent, voordat de sacrale muziek in de 19e eeuw geschreven wordt. Hij noemde zich ook componist aan het hof van Bergh. Organist was hij in Boxmeer, waar hij evenzo monnik was. Zijn werken hebben evenzo als zijn voorgangers, veel invloed uit Italië. Vaak zijn zijn motetten voorzien van enkel één stem (van een groot bereik) en twee violen, viola da gamba en continuo: de sonata da chiesa, zoals die bij de componist Arcangelio Corelli bekend zijn. Buns was in zijn tijd van grote muzikale kunde, die hij ook in zijn muziek liet zien. Hierbij heeft hij enkele sonates geschreven met dubbelkorigheid. Ook de muzikale wending, met name de modulatie in sommige sonates, waarbij de kwintencirkel vooral de belangrijkste is. Een van zijn sonates begint in fis klein, eindigt in es groot. Hoewel hij in de vroege barokperiode componist was, is zijn muziek vrij sober en ingetogen.
Buiten deze bijzonder uitspringende werken waren er ook minder muzikaal relevante muziekstukken, die ook voor de samenzang bedoeld was. Een bekende katholieke dichter, Johannes Stalpart van der Wiele, schreef zelfs de grootste liedbundel van de Gouden Eeuw. Deze bundel bevatte heiligenliederen waarbij ongeveer 500 heiligen werden geprezen in liedvorm. De liederen waren vierstemmig en veelal melismatisch en homofoon, soms afgewisseld met één stem die een vers zong. Deze bezitten niet de grootste literaire en muzikale waarde, alsnog is de omvang van deze bundel niet te minachten.

### Muziek in de huiselijke kring
De calvinistische kerkmuziek blijft nog steeds voortbestaan, de invloeden van Sweelinck ook. Een vroeg componist voor de huiselijke kring in de Nederlanden is de Noord-Franse Nicolas Vallet (1583-1645), die als hugenoot naar Amsterdam immigreert. Hij schreef vooral luitmuziek, een instrument, als we de schilderijen uit die periode mogen geloven, wat veel gespeeld werd in de rijke burgerij. Zo heeft hij onder andere de Geneefse psalmen ook voor luit geschreven, zodat de burgerij op de luit de psalmen konden begeleiden. De invloed van Sweelinck is hier duidelijk zichtbaar.
Ook componeerde hij heel erg veel muziek voor luit in zijn bundel Le secret des Muses. Duidelijk zijn de Franse invloeden merkbaar – de vrij oude dansen zoals de Bourée heeft hij ook in zijn bundel opgenomen. Met drie Engelse luitisten speelde hij geregeld op bruiloften, dansen en andere feesten, en daarmee verdiende hij de kost.
De bekende dichter Constantijn Huygens (1596-1687) was zeer eigentijds en componeerde eveneens muziek voor in de huiselijke kring. Ook hij was een leerling uit de school van Sweelinck geweest. Hierbij leerde hij niet alleen orgel, maar later ook luit. Huygens beoefent deze muziek op hoog niveau, wat zijn veel later gecomponeerde stukken bewijzen. Het was echter niet zijn hoofdvak maar een vrijetijdsbesteding. Zijn baan was secretaris bij Frederik Hendrik. In de Pathodia zijn de bekendste muzikale werken van hem. Dit is geschreven voor zangstem en een snaarinstrument (andere begeleidingsinstrumenten zijn ook mogelijk). Zijn teksten zijn vooral in het Italiaans en het Frans. Bovendien bevindt zich een duidelijke afwisseling tussen melismen en syllaben, die eerder weinig voorkwam in vocale werken. Zijn Pathodia werd later ook omgeschreven voor drie stemmen, met in de begeleiding een theorbe. Doordat hij als een van de eersten na Hollanders (zie kopje De bloei van de katholieke componisten) de nieuwe stijl toepaste, is het vermoeden groot dat er invloeden waren in de muziek van Huygens.

### De familie Van Noordt
De familie Van Noordt was een belangrijke componisten- en muzikantenfamilie in Amsterdam in de eerste helft van de 17e eeuw. Het begon allemaal met de organist Anthony van Noordt (ca. 1619-1645). Hij is organist in de Nieuwe Kerk en daarmee opvolger van de zoon van de al eerder behandelde Jan Pieterszoon Sweelinck, bij name Dirck Janszoon. Van Noordt was een zoon van een organist, waarvan geen composities van bekend zijn. De organist in Amsterdam was vrij conservatief, gebruikte nog veelvuldig gebruik van de stijl van Sweelinck. Ook zijn notatiewijze van zijn muziek (tablatuur) was erg ouderwets. De psalmbewerking zijn niet meer dan een cantus firmus met twee of drie tegenstemmen, die telkens polyfone waren. Maar hij overtrof op zijn minst het niveau van Sweelincks leerlingen in de perfectie waarin hij deze bewerkingen schreef.
Een broer van Anthony, Jacobus van Noordt, ook een organist te Amsterdam was, was de vader van de bekendere componist Sybrandus van Noordt (1659-1705). Zijn muziek was veel eigentijdser, geen polyfone muziek met cantus firmus. Een instrument waar hij voor componeerde was erg modern in Nederland, de klavecimbel.
Zijn Sonata á cimbalo solo was een waar stuk uit de barok. Steeds terugkerende sequensen en harmoniseringen die in de Renaissance uit den boze waren, homofone zettingen en de hoofdlijn in de melodie, vormen de basis van de werken van Sybrandus van Noordt. Daarnaast kennen sommige van zijn stukken fugatische elementen die in zijn periode erg populair werden. Daarnaast zijn nog twee instrumentale sonates bekend, die qua inhoud niet veel anders zijn dan zijn klavecimbelsonates. Hiermee ontpopte zich de barokmuziek zich pas werkelijk in de Nederlanden.

## 1650-1700

### Beiaardmuziek
Naast dat er melodieën verstoken werden in een speeltrommel, die elk kwartier of halfuur de tijd met een muziekstukje aangeeft, werd er eveneens vaak gespeeld tijdens de markttijden. Beiaarden waren er in de late 16e en de vroege 17e eeuw al veel. Maar op deze kon men slechts beperkt spelen, de nog originele beiaarden van Monnickendam, Zierikzee, Arnemuiden (van Vlaamse klokkengieters) en Oudewater zijn hiervan getuige. Overigens beheerste men niet het zuivere stemmen van klokken. Dit resulteerde in een valse beiaard. Vaak kwamen er dan ook klachten. Er waren zeker al voor 1650 beiaardiers die ook componeerden. De gebroeders Hemony, een tweetal klokkengieters uit Amsterdam, slaagden erin een zuivere beiaard te gieten. Dit zorgde voor een enorme verrijking van de beiaardkunst, waarbij steden zoals Amsterdam, Rotterdam, Delft, Arnhem, Utrecht, Groningen en Deventer hun beiaarden bij deze gieters lieten gieten.
Dit ging overigens niet zonder hulp van de beiaardier van Utrecht, Jonkheer Jacob van Eijck. Het was een van de weinige blinde beiaardiers. Doordat hij een zeer goed gehoor had, kon hij door middel van stemfluitjes ook de klokken goed stemmen. Composities van hem zijn ook bewaard gebleven. Van Eijck speelde op een virtuoze wijze blokfluit en gaf ook regelmatig openluchtconcerten die, als we de bronnen mogen geloven, goed werden bezocht. Ook hij schreef een grote verzameling aan variaties op psalmen, bekende melodieën en dergelijke voor de blokfluit, die hij samenstelde in het nog door blokfluitisten hoog geachte werk Der Fluyten Lusthof. Hierbij worden de variaties op een herhalende werkwijze samengesteld: de primo modo is de melodie zonder enige versieringen, vervolgens komen een secundo en een tertio modo die de melodie versieren, door lineaire variatie, door middel van bijvoorbeeld dimunitie van bepaalde tonen of het spelen van gebroken van akkoorden binnen een melodie: dit is eerder een renaissancistische vorm van variatie in de melodie.
Geschreven beiaardmuziek bestond in deze periode nog niet. Nadat in de Noordelijke Nederlanden de populariteit en de ontwikkeling van de beiaard niet zo sterk meer was, verschoof het zwaartepunt van de beiaard naar de Zuidelijke Nederlanden, waarbij de beiaarden van Antwerpen een grote rol speelde. Johannes de Gruytters (1709-1772), die hier beiaardier was, schreef de eerste muziek voor beiaard. Het waren veelal bekende melodieën die voor beiaard gearrangeerd waren (dit principe komt nog steeds in de beiaardmuziek voor). Ook waren dit bestaande motetten, luitwerken en klavierwerken van Italiaanse herkomst. Er waren ook er al enkele composities, speciaal voor de beiaard geschreven, maar de omvang hiervan was niet zo groot.

### Muziek aan het hof
Hoeveel er ook voor en door de burgers gemusiceerd werd, was er echter weinig interesse aan het stadhouderlijke hof voor kunst. Dankzij de calvinistische invloed op de gezaghebbers in de Republiek vonden ze dat niet nodig. Pas na de Vrede van Munster in 1648 was er meer interesse, toen Johan Maurits 'de Braziliaan' aan het hof verbonden was. Er werden na zijn terugkeer uit Brazilië soms concerten uitgevoerd in het Mauritshuis te Den Haag. Dit was vooral te danken aan Constantijn Huygens.
De gebroeders Carel (1640-1701(?)) en Philip Hacquart (1645-1691) kregen een belangrijke rol en een hoog aanzien. Beiden kwamen uit Vlaanderen, maar waren allebei werkzaam in de Noordelijke Nederlanden. Vooral de eerste is erg bekend geworden en liet ook een groot oeuvre na: 4 opussen, waarvan twee instrumentale werken, een koorwerk alsmede instrumentale begeleiding en als laatste een ‘herdersspel’, de Triomferende Min (zie volgende kopje). Het eerste werk is vrij bijzonder, gezien dit een rooms-katholieke tekst – in het Latijn – bevat. Men vond dat echter niet bezwaarlijk, doordat het Latijn werd geaccepteerd en de tekst niet sterk katholiek was, maar ook overgenomen kon worden in andere stromingen. Men merkt duidelijk de barokke kenmerken, maar vaak ontbreken de sequensen en de barokke harmonisering. Het bleef allemaal nog in een conservatief kader; desalniettemin waren dit muziekstukken van goede kwaliteit.

### Opera's
Zoals zoveel muziekstijlen uit de 16e een 17e eeuw was Italië de eerste die de opera inleidde. Monteverdi’s Orfeo was de geboorte van de opera. Al snel namen de Nederlandse dichters deze vorm over. De dichters zoals Joost van den Vondel, Gerbrandt Adriaenszoon Bredero en Pieter Corneliszoon Hooft wisten op een ongekend niveau libretti samen te stellen voor de opera’s.
Over de muzikale inhoud van deze opera’s is echter weinig bekend. Vaak waren dit ook contrafacte melodieën, vaak gezongen door een kleine groep zangers, hoogstens vijf, die vanzelfsprekend begeleid werden door een basso continuo.
In de 19e eeuw waagde men alsnog een poging hierop muziek te componeren, nu probeert men de oorspronkelijke melodieën te achterhalen.
De eerste speciaal voor een opera gecomponeerde muziek was pas in 1679, een periode wanneer de meeste hoogstaande dichters overleden waren. Deze werd geschreven door Carel Hacquart. In de bewaard gebleven partituur bevindt zich enkel nog een basso continuo en enkele melodielijnen, waardoor niet alles over de uitvoering bekend is. Men heeft onder andere aangegeven er muziek in voorkwam die betrekking had op de marsmuziek van de stadspijpers.
Een ander operacomponist was Servaes de Koninck (1654-1701). Ook hij was van Vlaamse afkomst, en werkte in de Noordelijke Nederlanden. Hij schreef de muziek onder andere voor De Vryadje van Cloris en Roosje. Beide bijbehorende libretti waren van Buysero. Ook deze muziek was eenvoudig gehouden, een vraag- en antwoordspel tussen verschillende rollen, begeleid met een snaar- of een toetsinstrument. Naast toneelmuziek en zgn. zangspelen, die hij schreef waren sommige Mariamotetten in zijn oeuvre voorhanden. Een tijdgenoot, die zeker het vermelden waard is, is de uit Amsterdam afkomstige, maar in Duitsland werkzame Johan Schenck (1660-1712). In 1686 werd muziek op het libretto van Govert Bidloo, met de vrij bacchanale titel Zonder spys en wyn kan geen liefde zyn (drie van de Romeinse goden worden hierin ook als figuur opgenomen). Zijn muziek doet sterk denken aan de Franse operamuziek van Lully en Rameau, beiden meesters op het gebied van de opera. Overigens borduurde hij op de stijl voort van Sybrandus van Noordt, waarbij eveneens fugatische elementen terugkeerden.

## Teloorgang van de muziek in de Gouden Eeuw

### Sacrale muziek
In de Dordtse synode in 1574 werd besloten dat het orgel niet meer gebruikt mocht worden tijdens kerkdiensten. Ook niet buiten de liturgie, want in sommigen deser Kercken alleen int eijnde der predicatiën ghebruijckt opt scheijden vanden volcke, soo dienet nochtans meest om te doen vergheten, watmen te vorenghehoort heeft. Ook orgelspel tijdens de collecte werd een inbreuk op de liturgie gevonden. Bovendien waren orgels optisch afleidend: ze waren te decoratief. Uit het synodebesluit is echter ook op te maken dat orgelmuziek niet totaal verboden werd. Variaties op psalmen bleven bijvoorbeeld toegestaan.
Concerten die door de stad in een kerk werden georganiseerd bleven toegestaan en trokken veel toehoorders. Deze concerten hadden een soortgelijke functie als het bespelen van de beiaard tijdens markttijden. De organisten werden door de stad aangesteld en betaald. Vaak hield men zich niet aan de synodale voorschriften. Een van de redenen hiervoor was dat de noodzaak voor begeleiding van de gemeentezang gevoeld werd. In Arnhem werd in 1632 geklaagd over de groote dissonantie in den Cantu. Ook in Groningen werd begeleiding van de zang noodzakelijk gevonden, na een bezoek van stadhouder Frederik Hendrik in 1640 vermeldde deze in een brief de orgelbegeleiding tijdens de kerkdienst aldaar.
In 1641 verscheen een traktaat van Constantijn Huygens genaamd Gebruyck of ongebruyck van 't orgel in de kercken der Vereenighde Nederlanden. Hierin gaf hij als voornaamste argument voor orgelspel dat het zodoende mogelijk was om levenloze dingen Gods lof te laten bezingen.
Pieter Corneliszoon Hooft bevestigde dit:
Wie vlijtigh 't oogh op 't boek der Wereldt velt,
Jn elke soort van schepsels vindt gespeldt
Des Scheppers lof. De bijen en de mieren
Getujghen 's met haer' geest. De domme dieren,
Van groot tot kleen, jae d' allerminste worm,
Verklaeren 't, met geschikthejt hunner form.
'T onroerend tujgh, de leevenlooze dingen,
Die zeggen 't niet alleen, maer leeren 't zingen.
Talloze synodes en vergaderingen in Arnhem (1632), Delft (1634), Leiden (1637), Nijmegen (1639), Haarlem en Den Haag (1641), de (anonieme) commentaren van de grootmeesters Hooft en Huygens, alsmede de brief van Frederik Hendrik droegen er dan uiteindelijk toe bij om, zoals ook al in 1638 besloten werd te Delft: het orgelspeelen onder het psalmsingen [...] is een middelmaetige saecke, en in de vrijheyt van ydere kercke te laten. Een cujus ecclesia, eius musica: elke kerk zijn eigen muziek. Kennelijk was de organist in ’s-Gravenhage een beetje te enthousiast, want de reactie van de kerkgangers was opmerkelijk. Ze kregen 'koorts op de hals' en moesten na thuiskomst kandeel innemen en rusten.
In Amsterdam voerde men pas in 1680 het orgelgebruik weer in. Frederik Hendrik bevorderde de orgelbouw als geen andere machthebber in de Nederlanden. In Leiden en Alkmaar bouwden de orgelbouwers Van Hagerbeer grote nieuwe orgels voor de kerken. Ook in Amsterdam kregen ze opdrachten om orgels te verbeteren, naast andere orgelbouwers zoals Duyschot. Dit zorgde ook voor een opleving van het aantal composities voor gereformeerde kerkmuziek, zoals het psalmenboek van Anthony van Noordt.
Orgelbegeleiding maakte dat de kerkgangers bij de samenzang minder afhankelijk waren van hun zangkwaliteiten. De orgelbegeleiding, constant elke noot met een gelijke notenduur, was langwierig. Het is te vergelijking met de langzame orgelbegeleiding die nog bij sommige orthodox-gereformeerde gemeenten in zwang is. Er bleef echter discussie over het gebruik van het orgel tijdens de kerkdienst; nog tot in de 19e eeuw werden er regels opgesteld omtrent het gebruik van het orgel.
Openbare concerten in de kerk werden in de loop van de eeuw minder frequent. Muziek in het openbaar was een luxe geworden; daarom werd nog maar een keer per week een uur gespeeld.
Met de katholieke kerkmuziek was het slecht gesteld. Een opleving vond plaats in gebieden met een Spaanse bezetting en in de schuilkerken. Tijdens de Opstand en na de Vrede van Münster waren talloze kerken geplunderd; niet-calvinisten mochten hun geloof niet meer in het openbaar uitoefenen. Het aantal katholieken daalde drastisch.
Veel muziek is in de vergetelheid geraakt omdat ze niet meer gespeeld mocht worden. In zeer beperkte kring bleef ze soms bewaard. Componisten moesten gereformeerd worden of vluchten, zoals Herman Hollanders deed. Manuscripten van Hollanders, Buns en Verrijt zijn hier en daar bewaard gebleven in de Nederlandse grensgebieden met Duitsland en in België.

### Wereldlijke muziek
De wereldlijke muziek werd belangrijker naarmate vooral Holland een ongekende economische bloei doormaakte. Kunst werd steeds belangrijker en ook het denken over kunst. De populariteit van liedboeken was nergens ooit zo groot in Europa. Er werden talloze teksten geschreven op muziek die in die tijd populair was uit verschillende landen in Europa, zoals Engeland, Frankrijk en Duitsland. Hierbij is belangrijk te vermelden dat het slechts om nieuwe teksten ging. De muzikale kwaliteit was echter laag.
Dat degenen die deze liedboeken kochten – en die werden vaak uitgegeven en verkocht – veel liederen moeten hebben gekend, blijkt wel uit de contrafactuur van de melodieën. Zo werd bijvoorbeeld de melodie van Malle Symen vaak overgenomen, in ieder geval in negen belangrijke liedboeken, waarvan Bernhardt Ruissenberch (1615) de eerste is die dergelijke contrafactuur gebruikt.
In de jaren zeventig van de 17e eeuw neemt de populariteit van de liedboeken langzamerhand af. Dit had verschillende oorzaken. Ten eerste was er economische achteruitgang. Na verscheidene oorlogen van stadhouder Willem III, die er alles aan deed om zich tegen het absolutisme van Lodewijk XIV te weren, daalde de omvang van de staatskas enorm. Dit kwam mede doordat de regenten in de Nederlanden nog een goed leven hadden, waardoor ze niet hard optraden tegen de economische achteruitgang. Bij de burgers was dit anders. Hierbij is de loon-prijsverhouding zo negatief ontwikkeld dat de burgers niet langer boeken kochten en uitgevers dus ook geen boeken meer konden verkopen. Daarnaast kende de burgerij simpelweg de melodie van die liederen niet meer. De liedboeken, uitgezonderd de liedbundel van Camphuysen uit 1623, bevatten namelijk niet allemaal notenschrift om de melodieën te kunnen zingen, niet meer dan een verwijzing naar een andere melodie zoals op de wyse van of op de vooys. Voor de generaties daarna was het dan slechts gissen wat voor melodieën dat waren – collecties van liedboeken en analyses waren er vanzelfsprekend niet. In 1713 was het ook economisch echt afgelopen, nadat de Vrede van Utrecht werd gesloten.
Dat de economische achteruitgang ook zijn weerslag had op de opera's, is duidelijk te zien aan de geschiedenis van de Stadsschouwburg in Amsterdam, in de gloriejaren van de Gouden Eeuw gebouwd en waar veel blij- en treurspelen zijn uitgevoerd. Enkele decennia later werd er ook speciaal muziek gecomponeerd voor de opera’s, maar later nam de populariteit af.

## Verder lezen
- Dirk J. Balfoort, Het muziekleven in Nederland in de 17de en 18de eeuw. P.N. van Kampen & Zoon, Amsterdam, 1938. Martinus Nijhoff, Den Haag, 1981².
- Erik Beijer, Muziek in de Nederlanden van 1100 tot heden, Teleac/Terra Lannoo, Zutphen, 1989.
- Flor Peeters, Maarten Albert Vente, De Orgelkunst in de Nederlanden. Gaade, Amerongen, 1984.
- Louis Peter Grijp, Het Nederlandse lied in de Gouden Eeuw. Het mechanisme van de contrafactuur. Meertens Instituut, Amsterdam, 1991.
- Rudolf Rasch, Muziek in de Republiek - Muziek en Maatschappij in de Republiek der Zeven Verenigde Nederlanden 1572-1795, Koninklijke Vereniging voor Nederlandse Muziekgeschiedenis, 2018. ISBN 978-9063 752 316